# Chugay (distrito)
Chugay é um distrito do Peru, departamento de La Libertad, localizada na província de Sánchez Carrión.

## Transporte
O distrito de Chugay é servido pela seguinte rodovia:
- PE-10C, que liga a cidade ao distrito de Huancaspata
- PE-10B, que liga a cidade ao distrito de Huicungo (Região de San Martín)[1][2][3]